# Thora Holm-Lundberg
Thora Elisabet Christina Holm-Lundberg, född 28 november 1881 i Kalmar i Kalmar län, död 1 oktober 1970 i Matteus församling i Stockholm, var en svensk hemkonsulent, redaktör och författare.

## Biografi
Holm-Lundberg var skolkökslärarinna. Hon grundade flera hushållsskolor och startade matlagningskurser. Hon gav ut flera mindre kokböcker och var 1917–1923 redaktör för veckotidningen Husmodern. Holm-Lundberg är begravd på Sandsborgskyrkogården i Stockholm.